# La Racineuse
La Racineuse település Franciaországban, Saône-et-Loire megyében. Lakosainak száma 172 fő (2022. január 1.). La Racineuse Saint-Bonnet-en-Bresse, Dampierre-en-Bresse, Mervans, Saint-Didier-en-Bresse és Serrigny-en-Bresse községekkel határos.

## Népesség
A település népességének változása:
| Lakosok száma | 169  | 172  | 177  | 174  | 175  | 176  | 175  | 173  | 172  |
|               | 2013 | 2015 | 2016 | 2017 | 2018 | 2019 | 2020 | 2021 | 2022 |